# Tholos von Tituária
Koordinaten: 38° 56′ 30,4″ N, 9° 12′ 28,2″ W
Die Tholos von Tituária liegt beim gleichnamigen Dorf, auf einer Anhöhe nördlich von Lissabon östlich von Mafra nahe der Autobahn A8, an der Straße nach Milharado in Portugal. Die Tholos (portugiesisch tolo) wurde in den 1970er Jahren entdeckt und ausgegraben; eine ausführliche Publikation steht aus. Das Fundmaterial liegt im Museum der Serviços Geológicos in Lissabon. Die ovale, Nordwest-Südost orientierte Kammer besteht aus 17 unterschiedlich großen Blocksteinen. Der nur teilweise erhaltene Gang weist sieben größere Steine auf.
Die Kammer ließ drei Belegungsphasen erkennen.
- Die älteste Phase, aus der Zeit der Errichtung der Anlage im Neolithikum; deren Reste beiseite geräumt waren
- um Platz für Bestattungen aus der Zambujal-Zeit (Beginn der Kupferzeit – etwa 3000 v. Chr.) zu machen
- eine finale glockenbecherzeitliche Schicht, mit von Steinblöcken umgebenen Einzelgräbern, aus denen u. a. Goldfunde geborgen wurden.